# Programa Institucional de Bolsas de Iniciação Científica
O Programa Institucional de Bolsas de Iniciação Científica (PIBIC) é um programa financiado pelo CNPq que distribui bolsas de estudo para estudandes de graduação. Os bolsistas do PIBIC devem possuir um orientador e receber formação complementar que os prepare para a atividade de pesquisa. 